# Moteur à deux temps
 (avril 2021).
Si vous disposez d'ouvrages ou d'articles de référence ou si vous connaissez des sites web de qualité traitant du thème abordé ici, merci de compléter l'article en donnant les références utiles à sa vérifiabilité et en les liant à la section « Notes et références ».
Un moteur à deux temps comporte un ou des pistons  qui se déplacent dans les cylindres et effectuent un cycle complet de combustion en seulement deux mouvements linéaires. Le déplacement du piston dans le cylindre, par l’intermédiaire des conduits des lumières entre la partie basse du carter et la partie haute du cylindre, permet d’évacuer les gaz brûlés et de remplir le cylindre de gaz (vapeur de carburant et comburant) frais au moyen de la boîte à clapet. Une autre technique de moteurs à deux temps repose sur des admission et échappement par soupapes, comme les moteurs Diesel de marque Cummins. Aucun gaz ne passe dans le carter, le balayage est fait directement dans le cylindre, l'injection se fait une fois les soupapes fermées.

Animation du fonctionnement d'un moteur à deux temps.

## Origine
S'inspirant des travaux de Pierre Hugon, le premier moteur à deux temps a été conçu par l'ingénieur belge Étienne Lenoir en 1859. Ce moteur a été amélioré par l'ingénieur écossais Dugald Clerk en 1878.
Le moteur à deux temps dans une forme à peu près identique à ce que nous connaissons aujourd'hui a été conçu par un autre ingénieur anglais, Joseph Day, en 1889.
Le moteur Ixion est inventé en 1897 par Léon Cordonnier et marque les débuts du moteur à deux temps à distributeur rotatif.

## Cycle du moteur

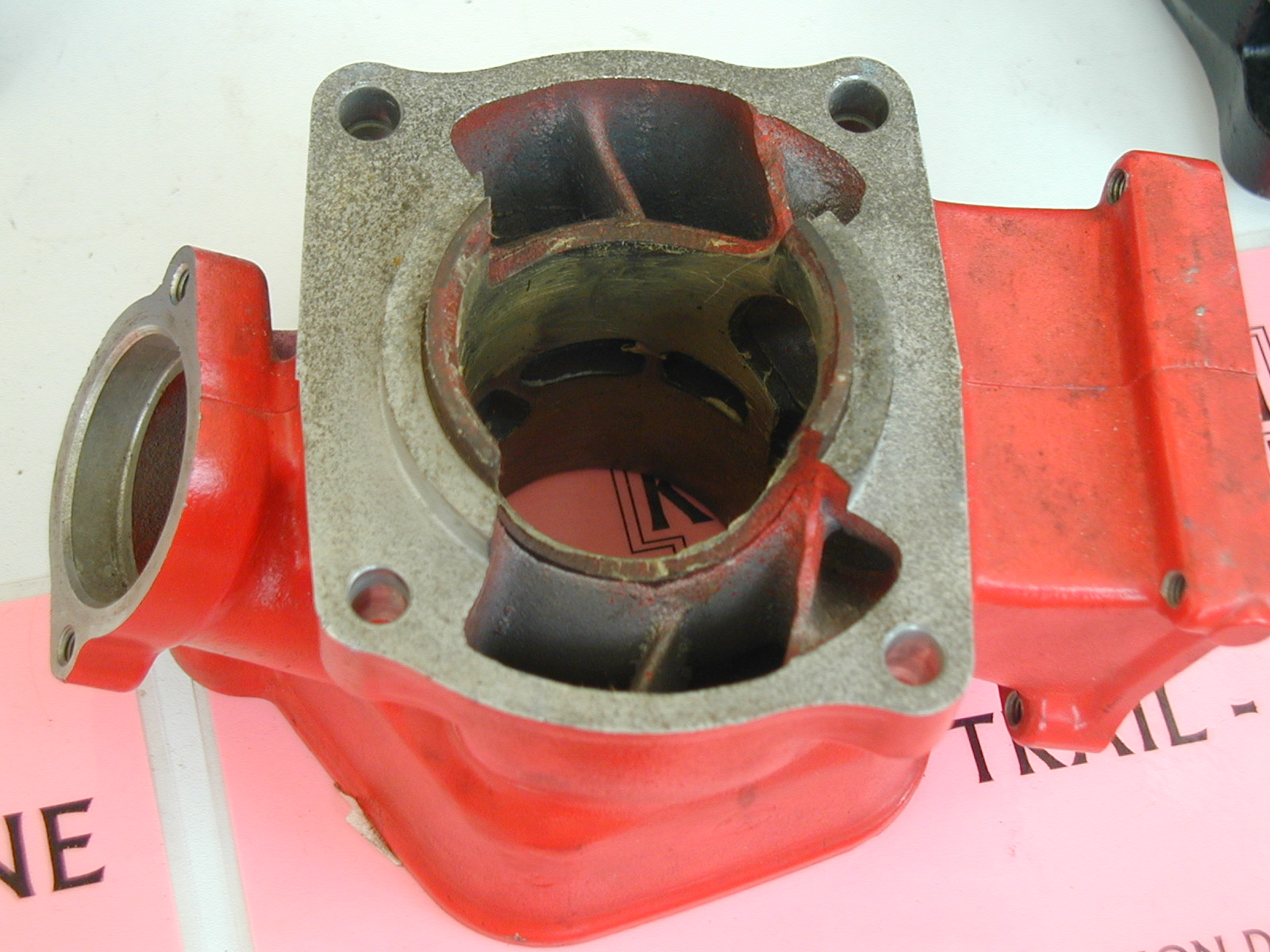
Cylindre à deux temps vu de dessous :
- à gauche l'échappement,
- à droite, l'admission : les gaz d'admission passent dans le bas moteur, puis dans les deux transferts (en haut et en bas sur la photo) pour aboutir dans le cylindre.

Le cycle deux temps d’un moteur à combustion interne diffère du cycle de Beau de Rochas en ayant un cycle de seulement deux mouvements linéaires du piston au lieu de quatre, bien que les mêmes quatre opérations (admission, compression, combustion/détente et échappement) soient toujours effectuées. On a ainsi un cycle moteur par tour au lieu d'un tous les deux tours pour le moteur à quatre temps. Le cycle se décompose ainsi :
1. Compression, combustion, détente puis échappement avec transfert du mélange combustible frais par la fenêtre de transfert[N 1] ;
2. Admission, aspiration puis compression du mélange dans la partie basse du moteur[N 2].

Les étapes sont les suivantes :
- le piston (5) est au point mort haut. La bougie déclenche la combustion et le piston descend. C'est la partie motrice du cycle, ou détente, le reste du parcours résultera de l'inertie due à cette détente. Lors de cette descente du piston, l'entrée (6) du mélange vers le carter (4) se ferme, et la compression du mélange présent dans le carter, sous le piston, commence ;
- arrivé à proximité du point mort bas (image « Admission et échappement »), le piston débouche la lumière d'échappement (2) et celle de transfert du mélange du carter vers le cylindre (3) : le mélange en pénétrant dans le cylindre chasse les gaz de la combustion (zone 1 de l'image). Il s'agit de l'étape d'admission - échappement ;
- en remontant (image « Compression »), le piston comprime le mélange dans le cylindre. Au passage, il rebouche l'échappement (2) et l'entrée de mélange dans le cylindre (3), tout en créant une dépression dans le carter (4) qui va permettre l'arrivée du mélange air-essence par le conduit d'arrivée (6) dont l'entrée a été libérée par la position du piston proche du point mort haut. Cette étape est celle de « compression » ;
- une fois le piston arrivé à nouveau au point mort haut, le cycle peut recommencer à partir du premier point.

## Particularités
- Moteurs simples (simplicité de la distribution ; sauf cas particuliers dans certains moteurs Diesel industriels comme les Detroit Diesel Series 71), légers, avec peu de pièces en mouvement.
- Moteurs facilement reconnaissables par l'implantation basse de l'échappement et du carburateur sur le cylindre, et non sur la culasse.
- Puissance spécifique voisine de 1,7 fois celle d'un moteur à quatre temps (il a fallu autoriser les quatre temps de 990 cm3 de cylindrée pour obtenir un équivalent des moteurs à deux temps de 500 cm3 sur les motos de Grand Prix qui étaient très polluantes à cause de la combustion d'une partie de l'huile servant à la lubrification, mais aussi du fait de la demande des différents constructeurs qui ont fait pression sur la Fédération internationale de motocyclisme).
- Consommation de carburant en rapport[N 3].
- Lubrification par mélange (huile dans l'essence) ou par injection d'huile (graissage séparé), d'où émission de fumée (les dernières normes relatives aux huiles pour moteurs à deux temps imposent des émissions de fumée extrêmement faibles, selon la norme ISO-LEG-D).
- Faible taux de compression géométrique (environ 7), compensé par l'effet de compresseur effectué par la face inférieure du piston dans le cylindre, et le pot accordé, aboutissant à une compression réelle de 10 voire plus dans le domaine de la compétition.
- Production importante de gaz imbrûlés du fait de la communication des transferts avec l'échappement (sauf avec les moteurs à injection directe).
- Forme de la chambre de combustion pouvant être proche de l'idéal du fait de l'absence de soupapes.
- Bruit spécifique, plus aigu que celui d'un moteur à quatre temps[N 4].

## Évolutions
Le moteur à deux temps n'a pas toujours eu les performances qu'on lui connaît aujourd'hui. Il s'agissait même auparavant d'un moteur capricieux, poussif et au rendement désespérément faible. Très tôt, les ingénieurs apportent des évolutions pour contrecarrer le principal problème du moteur à deux temps, le fait que les lumières d'admission et d'échappement ne soient pas totalement fermées lors de la phase montante du piston provoque deux phénomènes :
- faible compression du mélange ;
- croisement des gaz frais et gaz brûlés au niveau du cylindre et de l'échappement (on appelle cela le balayage).

Plusieurs évolutions sont donc développées au fil du temps. Certaines sont aujourd'hui répandues, d'autres plus marginales.
Les évolutions majeures sur les moteurs grand public sont les suivantes :
Pot de détente accordéCe pot permet d'améliorer le balayage en repoussant les gaz frais dans le cylindre. Le terme « pot de détente » est une appellation répandue mais impropre (on l'utilise aussi pour le pré-silencieux des systèmes d'échappement automobile) ; techniquement il est plus correct de parler de résonateur. L'accord du pot de détente-résonateur est une science complexe et pour partie empirique, les préparateurs développant de véritables bibliothèques de pots d'échappement, dont certains conviennent aux circuits tortueux et d'autres aux circuits avec de longues lignes droites, jouant de subtiles différences dans les quatre éléments : tube d'échappement, cône divergent, contre-cône convergent et tube de fuite. Sans entrer dans les détails, un résonateur court et ventru favorise la puissance maximum mais sur une plage de régime étroite tandis qu'un résonateur plus fin et plus long favorise la souplesse et la polyvalence du moteur au détriment de la puissance maximale. Les propagations d'ondes de pression et de contre-pression dans un résonateur deux temps sont assez semblables à celles rencontrées dans le pulsoréacteur qui fut développé durant la Seconde Guerre mondiale pour les missiles V1. Les calculs permettant la conception des pots de détente tiennent compte d'une vitesse de l'onde de l'ordre de 510 mètres par seconde pour une température de 700 °C. Ce concept ayant été développé en 1955 par CZ (marque de moto tchécoslovaque) a été une des principales améliorations du moteur à deux temps.
Clapets à l'admissionCes clapets peuvent être plats ou en forme de toit afin de rendre asymétrique le cycle d'admission dans le carter. Il se trouve généralement sur le carter (parfois sur le cylindre). L'admission par clapet constitue à elle seule une petite révolution : elle permet l'ajout d'un transfert à l'arrière du cylindre, rendant ainsi le moteur plus performant, et supprime le problème de refoulement de gaz dans le carburateur, ce qui permet aussi un démarrage plus facile à froid et de meilleures reprises (pré-compression améliorée). Ces clapets plats « en marguerite » ont été d'abord utilisés en série par les fabricants de moteurs hors-bord (Kiekhafer-Mercury, OMC-Johnson-Evinrude). La firme japonaise Yamaha et suédoise Husqvarna perfectionnèrent ce système avec les clapets « en toit » appelés commercialement « reed valve » permettant un meilleur débit et un vrai contrôle des phénomènes de résonance. D'autres évolutions consisteront à remplacer les lamelles de premières génération par d'autres en époxyde ou en carbone.
Comme tout système cyclique, la fréquence de résonance pouvant perturber le bon phasage de fermeture et d'ouverture. Il n'existe pas d'étude sur ces systèmes si ce n'est dans le domaine des compresseurs frigorifiques.
Toutefois, il a été déterminé que les clapets en carbone sont préférables pour les plages de fonctionnement en haut régime, alors que ceux en époxyde favorisent les bas et mi-régimes.
L'inconvénient de ces boites à clapets réside dans la perte en charge ne permettant pas de remplissage complètement optimisé.
Néanmoins, c'est le meilleur système d'admission car il est complètement auto-adaptatif.

### Autres systèmes d'admission
Le distributeur rotatif à l'avantage de ne pas générer de pertes en charge et ainsi de permettre un remplissage optimum sur une plage de régime donnée.
Au contraire des boites à clapet, la plage d'utilisation est plus restreinte.
Néanmoins, il reste possible d'utiliser ce dispositif pour des régimes importants (avec des temps d'ouvertures élevés) et il a été très utilisé dans le milieu de la vitesse.

#### Variation de la lumière d'échappement en fonction du régime
Cela permet d'augmenter le temps d'échappement à haut régime. Rare sur les cyclomoteurs mais répandus sur les machines de plus grosses cylindrées. Toutefois, ce système est très répandu dans le domaine des jet-sky, sky-doo (très connu chez Bombardier), mais aussi dans le milieu de la compétition motocycliste puisqu'il est devenu indispensable. Ainsi, un système d'ouverture (électronique ou centrifuge) permet de faire varier la hauteur de la lumière d'échappement.
Avantages :
- ouverture faible en bas régimes afin de limiter l'évacuation des gaz frais imbrûlés vers le système d'échappement pour bénéficier d'un couple intéressant ;
- grande ouverture pour les hauts régimes avec ainsi une surface d'ouverture très importante permettant une bonne évacuation des gaz brûlés.

L'ouverture de la valve d'échappement doit coïncider avec la résonance du pot de détente.

#### Allumage à avance variable
L'allumage à avance variable permet d'avoir le maximum de performances à différents régimes (facilité par l'arrivée des allumages électroniques). Arrivent[Quand ?] des allumages numérisés permettant de mieux adapter l'avance en fonction des conditions. Contrairement à la majorité des moteurs à quatre temps, l'avance doit considérablement baisser lors de la montée en régime du fait de l'amélioration du remplissage avec la montée en régime.

#### Autres évolutions plus marginales
- Valve d'admission, d'un fonctionnement similaire aux clapets.
- Distributeurs rotatifs. Dans ce cas, l'admission des gaz frais s'effectue par un disque possédant une échancrure et fixé en bout de vilebrequin ou entraîné par celui-ci (l'admission est effectuée quand l'échancrure démasque la conduite d'admission du carburateur). Il a été développé dans le domaine du deux-roues malgré sa complexité et son coût ; un des deux temps les plus puissants a été le Derbi 125 de Grand Prix à admission rotative, de 54 ch (soit 432 ch/l). Les premiers distributeurs rotatifs modernes permettant d'éviter le refoulement vers le carburateur (comme les clapets) mais aussi de maîtriser la dissymétrie des temps d'admission, transfert et échappement dans le diagramme de distribution sont développés par Walter Kaaden (République démocratique allemande) et installés sur la moto est-allemande MZ du pilote-ingénieur Ernst Degner, qui « passa à l'ouest » au milieu des années 1960 car la firme japonaise Suzuki lui offrait un meilleur salaire. Yamaha, Suzuki et Kawasaki adoptèrent le distributeur rotatif non seulement pour leurs machines de course mais aussi pour quelques modèles de série : par exemple les Yamaha YG-1, YA-6, les Kawasaki bicylindres 250 et 350 Avenger et Samouraï, puis le monocylindre 125 KH. Toutefois cette technique, outre sa complexité et l'élargissement du bas moteur, avait aussi l'inconvénient de ne pas convenir aux moteurs multicylindres en ligne. Les moteurs à quatre cylindres et deux temps à distributeurs rotatifs utilisèrent alors l'architecture « en carré », comme la Jawa 350 de Grand Prix pilotée par Bill Ivy, la Yamaha RD500LC, et la Suzuki RG 500 Gamma.
- Chambre de résonance ouverte à bas régime pour simuler un pot plus long accordé ou bien de valves d'échappement à hauteur variable permettant des temps d'échappement plus ou moins longs permettant de conserver un moteur à fort couple dans une large plage de régime.
- Deuxième cylindre pour assurer la pré-compression. Ce type de moteur a équipé la célèbre Motobécane 99 Z, ainsi que certaines voiturettes.
- Injection directe, permettant un rendement optimum supérieur aux moteurs à quatre temps (du fait de l'absence de distribution) ainsi qu'une diminution importante de la pollution. La lubrification est assurée par injection d'huile (rapport de 80:1) dans le carter-cylindre[6].
- Balayage avec de l'air au lieu du mélange air-essence et injection (directe ou non) une fois l'échappement refermé (encore en étude).

#### Qualité des huiles
L'amélioration de la qualité des huiles au fil des années a énormément contribué à l'amélioration de la robustesse et du rendement des moteurs à deux temps. Jusqu’à la fin des années 1980 et même au début des années 1990, les moteurs étaient lubrifiés par des huiles minérales de mauvaise qualité, au film fragile, cassant facilement entraînant des serrages de moteurs. La quantité d'huile à utiliser devait être importante pour pallier ce problème, et la proportion d'huile-essence être de 4 % minimum.
Avec les huiles de synthèse ou semi-synthèse actuelles, une proportion huile-essence de 2 à 3 % est largement suffisante, la consommation d'huile est donc nettement diminuée, la longévité des moteurs accrue, et la pollution réduite.
Le graissage séparé améliore également le rendement et la lubrification du moteur (pourcentage huile essence variable en fonction du régime et de la charge) tout en supprimant la contrainte du mélange directement dans le réservoir, peu pratique (utilisation d'un mélangeur de station service avec des huiles pouvant être de bas de gamme, mélange effectué par l'utilisateur directement dans le réservoir, « secouage » de la machine avant chaque départ, etc.). Le graissage par mélange n'est pratiquement plus utilisé que sur les machines de course ou encore sur des machines type tronçonneuse, débroussailleuse, tondeuse, souffleur de feuilles, etc.

## Utilisation
Ce type de moteur est courant surtout dans les plus petites cylindrées, notamment les cyclomoteurs et certains scooters. Il a les avantages de la simplicité, d’un poids et d'un encombrement réduit ainsi que de fonctionner dans toutes les positions sans nécessiter de lubrification par carter sec. Il est également utilisé sur des moteurs marine de forte puissance comme celui du porte-conteneur CMA CGM Jules Verne, un moteur à 14 cylindres en ligne, d'alésage 960 mm, de puissance 108 000 ch. Certains gros navires méthaniers plus récents utilisent des moteurs à deux temps aux gaz et fioul, dont le gaz provient de l'évaporation du méthane liquide des réservoirs ce qui évite de rejeter dans l'atmosphère du méthane gazeux, et également de diminuer les rejets de polluants contenus naturellement dans les combustibles liquides qui sont alors utilisés en faible quantité. Cependant, s'il s'agit là aussi de moteurs à deux temps, ce sont des moteurs Diesel fonctionnant au fioul lourd, équipés de compresseur(s), à injection indirecte ou même directe, et pour certains de soupapes contrôlant la phase d'échappement. Ces moteurs n'ont évidemment que peu en commun avec ceux de nos deux roues de petite ou moyenne cylindrée.

### Motocyclettes
Dans les années 1970, le moteur à deux temps était très utilisé du fait de sa légèreté, sa simplicité et ses performances, et aussi de son moindre coût de fabrication. À cette époque, beaucoup de constructeurs de motos ont développé des modèles avec des moteurs à deux temps, y compris de grosse cylindrée, comme la Kawasaki 750 H2. En France, la Motobécane 125 de 1970 est le reflet même de cette époque. Mais l'augmentation du prix du pétrole et surtout les normes antipollution de plus en plus contraignantes ont progressivement limité l'usage de ce type de moteur.
Toutefois, pour des raisons de coût, de fiabilité et de poids, les motos à moteur à deux temps dotés d'un système d'injection d'essence sont de plus en plus présentes au départ des compétitions en tout-terrain (moto-cross, enduro et trial).

Motos à deux temps
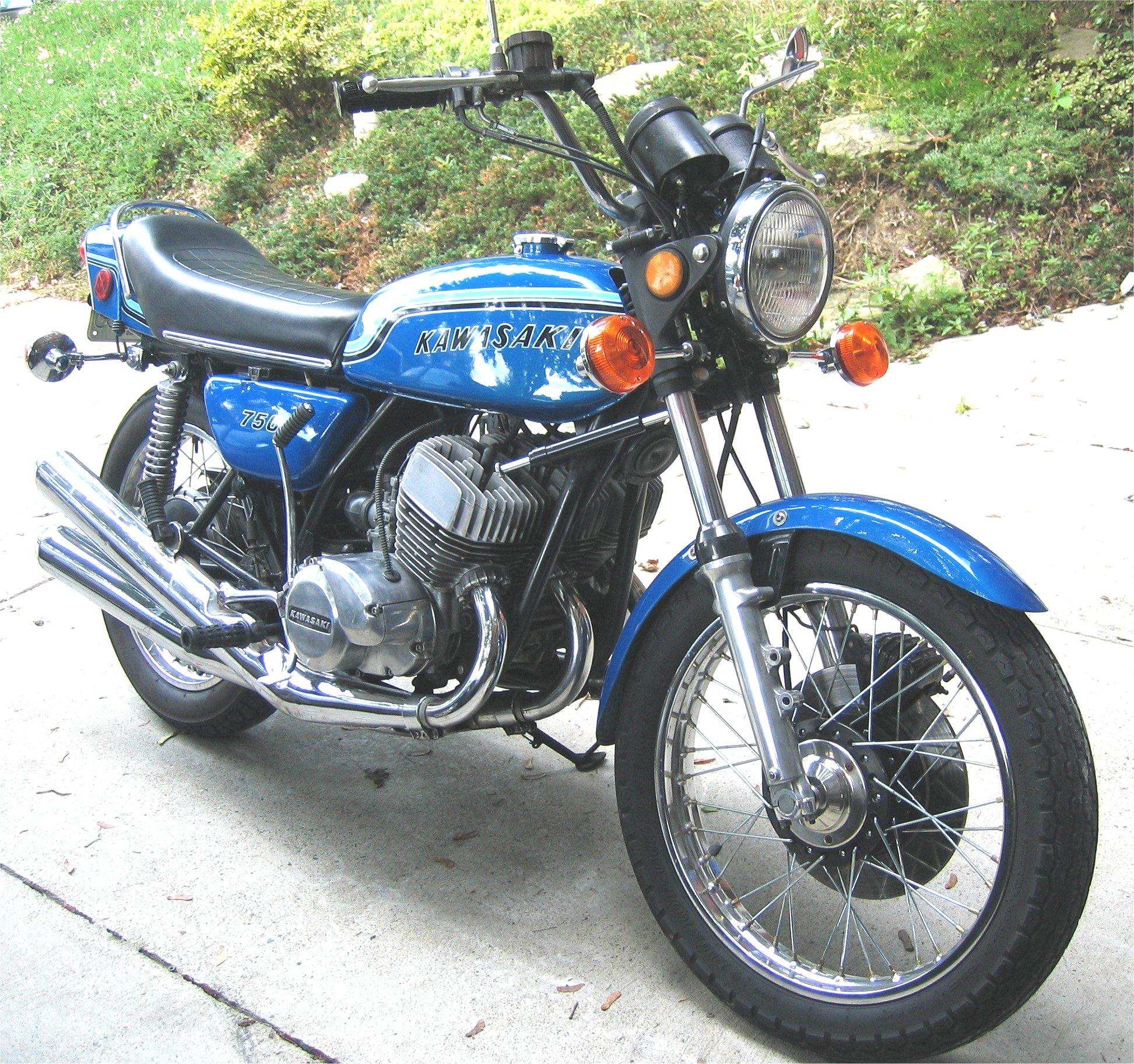
Kawasaki 750 H2 Mach IV premier modèle.
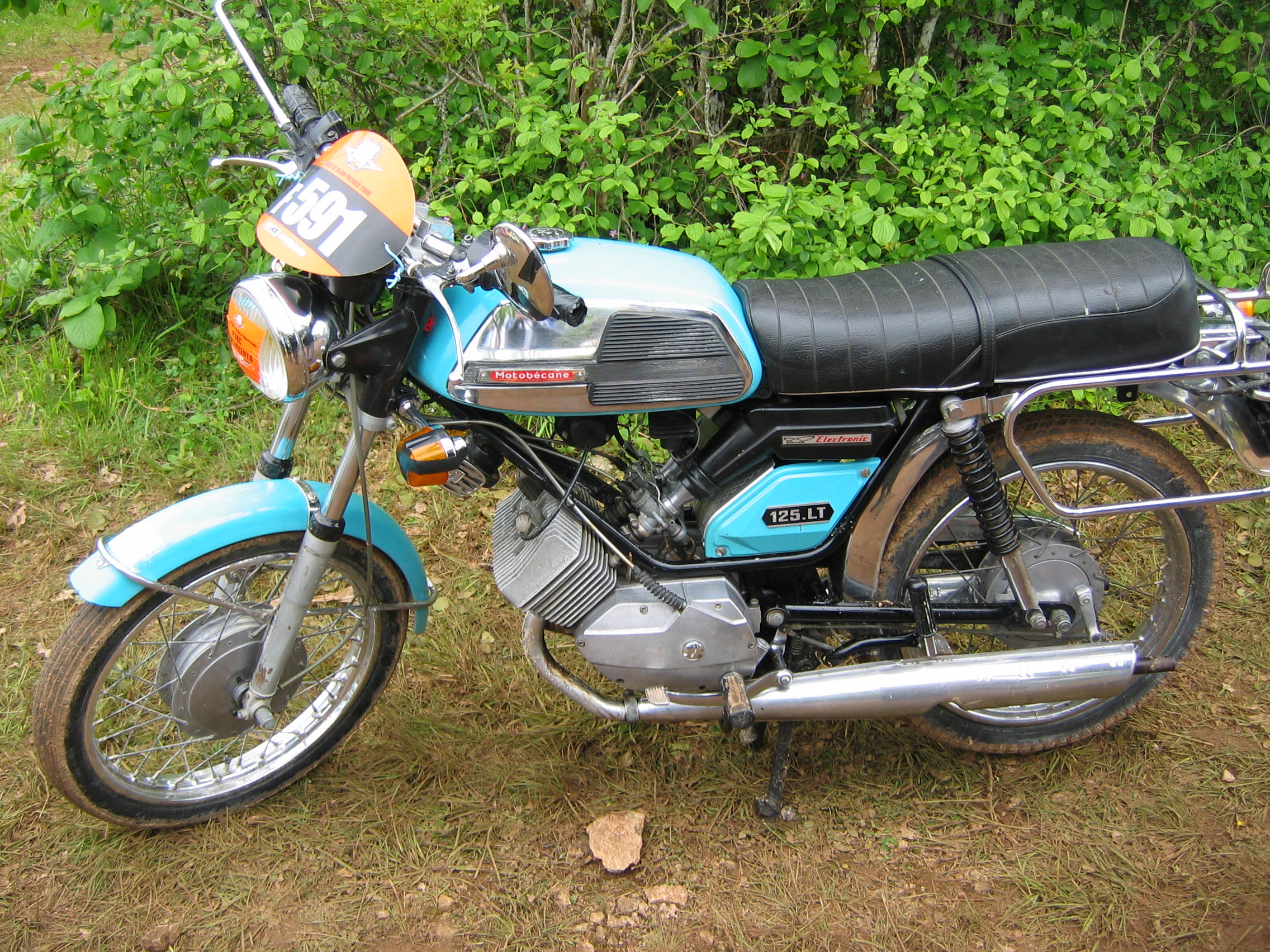
Motobécane 125 LT1, préparée pour participer aux Coupes Moto Légende.

En 2017, l'injection directe apparut sur les KTM 250 et 300 TPI EXC (motos d'enduro homologuées pour la voie publique et Euro 4). La pulvérisation de l'essence se faisant à l'aide de deux injecteurs disposés au niveau des transferts gauche et droite. La lubrification est assurée par une pompe de graissage séparée, ce qui permet de faire le plein de carburant directement à la pompe. En 2020, ce fut le tour de TM Racing d'utiliser un système très similaire également sur leur 250 et 300 d'enduro.

### Moteurs marins
La technologie des deux temps a l'avantage de la légèreté et de la simplicité : c'est ce qui l'a fait adopter dès les débuts pour les moteurs hors-bord (la traditionnelle Motogodille dont la partie thermique était produite par la firme Buchet, et l'ELTO américain développé par l'ingénieur américano-suédois Ole Evinrude.) Ce type de moteur était considéré comme l'équivalent mécanique d'un aviron et devait pouvoir être démonté et transporté facilement pour le mettre à l'abri des voleurs.
L'industriel nantais Goïot, également fabricant d'accastillage, et coureur motocycliste durant ses loisirs, préférait parler de « propulseur détachable » pour les moteurs hors-bord qu'il développa avant la Seconde Guerre mondiale en utilisant un alliage d'aluminium de sa composition, parfaitement insensible à la corrosion marine.
Par rapport aux moteurs de motos, avec lesquels il partage bon nombre de caractéristiques (certains constructeurs comme Yamaha, Suzuki, Tohatsu, Honda, Sunbeam-British Seagull, Tomos, sont, ou ont été présents sur les deux marchés), le moteur hors-bord à deux temps a quelques caractéristiques spécifiques.

#### Implantation mécanique
À l'exception de l'antique Motogodille (en oblique), le vilebrequin et l'arbre de transmission principal sont disposés à la verticale (pour des raisons de compacité), le volant moteur tout en haut, mettant, autant que faire se peut, les délicats organes électriques : bobine(s), rupteurs (vis platinées) à l'abri des projections d'eau éventuellement salée. Le (ou les) carburateur(s) (les bicylindres sont souvent équipés d'un seul carburateur pour éviter les complexes réglages de synchronisation) sont vers l'avant du bateau, les cylindres et les bougies vers l'arrière (parfois vulnérables lorsque le bateau ralentit et que sa vague de sillage le rattrape).

##### Refroidissement
La solution adoptée de façon quasi universelle  est le refroidissement par eau (les motos à deux temps ont longtemps été refroidies par air, du déplacement ou forcé par une turbine) sans aucun radiateur. Sur les hors-bord, l'eau est puisée directement dans l'eau (mer ou rivière), sous la ligne de flottaison par des évents raccordés à une pompe rotative clavetée sur l'arbre vertical. Le rotor de cette pompe (en caoutchouc nitrile) affecte la forme d'une étoile de mer et doit être changé très régulièrement.
C'est un des points les plus cruciaux de ce type de moteur : l'utilisateur doit se méfier des algues, des sacs plastiques entre deux eaux, et des sédiments en suspension. Il doit contrôler la dérivation-témoin du circuit d'eau (la « pissette ») et être attentif au bruit du moteur, s'il se fait sec et métallique : en effet l'eau de refroidissement sert aussi a atténuer le bruit de l'échappement.

#### Transmission
Suivant ses applications, comme les autres moteurs, la boîte de vitesses (ou boîte d'inverseur) peut être réduite à sa plus simple expression : marche avant, point mort et marche arrière ou même totalement absente sur les plus petits moteurs. La démultiplication finale peut être adaptée en changeant d'hélice pour trouver le pas le plus adapté au bateau. Située sous la flottaison dans l'embase du moteur, elle est vulnérable aux chocs sur les rochers et l'utilisateur doit faire preuve de sens marin.

#### Évolutions technologiques
De rendements spécifiques plus faibles que les moteurs de moto (une cylindrée de 250 cm3 pour seulement 10 ch de puissance est courante) et conçus avec des impératifs de sécurité et de fiabilité, les moteurs hors-bord à deux temps on néanmoins connu des évolutions techniques parallèles à leurs « cousins » motocyclistes : clapets d'admission, allumage électronique CDI (en général scellé à la résine dans un boîtier totalement étanche), graissage séparé (sauf pour les petites puissances), et plus récemment remplacement des carburateurs par des systèmes d'injection pour se conformer aux nouvelles règles anti-pollution (norme européenne dite « Bodensee »).
Depuis le début du XXIe siècle, les moteurs à quatre temps ont progressivement supplanté les deux temps pour les fortes puissances (qu'on ne démonte quasiment jamais du bateau) mais les firmes Evinrude, Tohatsu et Kiekhafer Mercury ont continué à produire des moteurs à deux temps à injection répondant aux normes antipollution modernes. Un autre point fort du moteur hors-bord à deux temps est la facilité avec laquelle il peut être remis en route après submersion (chavirage de l'embarcation, chute à l'eau lors d'une manutention, paquet de mer), un simple rinçage à l'eau douce, une purge du carburateur et une pulvérisation de dégrippant suffisent alors qu'un moteur à quatre temps nécessite des opérations bien plus complexes et coûteuses pour être remis en service.

### Automobile
La plus connue des automobiles à moteur à deux temps est la série des véhicules Trabant, fabriqués alors en RDA par l'entreprise VEB Sachsenring Automobilwerk Zwickau.
La firme DKW (en Allemagne de l'Ouest) et sa consœur Est allemande Wartburg ont produit des automobiles à moteur tricylindre à deux temps nettement plus performantes et positionnées plus en haut de gamme que la très basique Trabant qui se contentait d'un bicylindre.
En Pologne, la société FSO a produit de 1957 à 1983 une voiture à moteur à deux temps : la FSO Syrena.
Le constructeur suédois Saab a utilisé des moteurs à deux temps pour motoriser ses modèles 92001, 92, 93, ainsi que les premières 96.
Des micro-citadines ont également utilisé un moteur à deux temps comme l'Isetta conçue par la firme italienne ISO Rivolta, et la très originale Vespa 400, concurrente de la Fiat 500 Topolino, qui utilisait un moteur bicylindre à deux temps de 400 cm3 équipé d'un mélangeur automatique, un dispositif astucieux qui, sans être un véritable graissage séparé comme l'Autolube de Yamaha qui en a été le précurseur.

Automobiles à deux temps
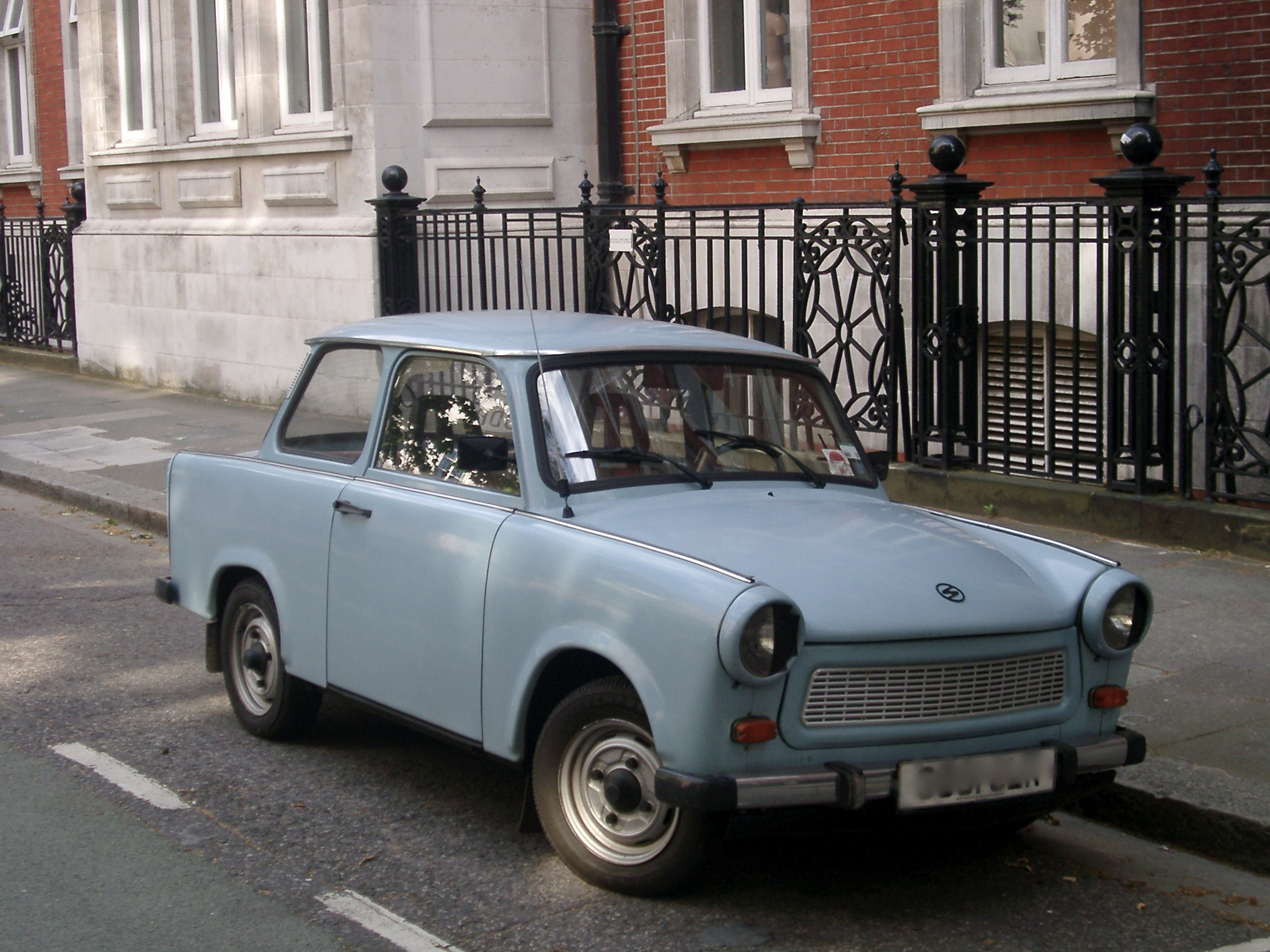
Trabant 601.
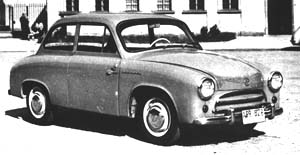
FSO Syrena 101.
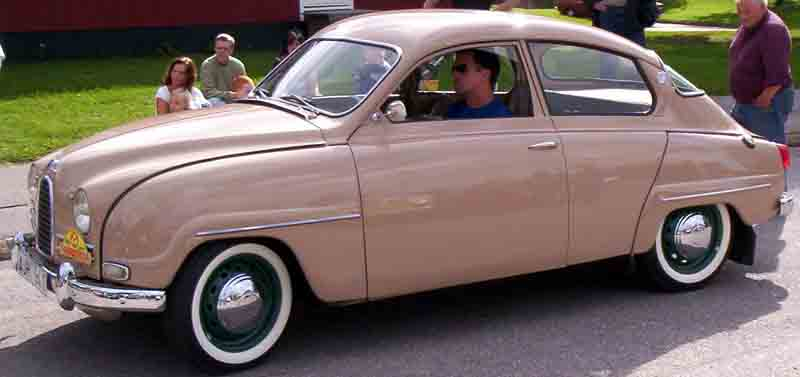
Saab 96 de 1961.
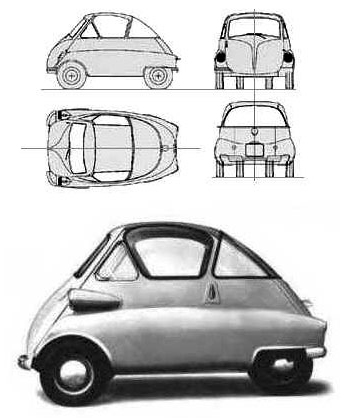
Isetta.

### Tronçonneuses et souffleurs de feuilles
On utilise aujourd'hui les petits moteurs à deux temps dans toutes sortes d'engins demandant légèreté et vitesse de rotation élevée, comme les tronçonneuses ou les souffleurs de feuilles, et sur des véhicules comme le karting, ou de nombreux scooters (lesquels disposent d'un système d'embrayage).

Utilisation de deux temps léger
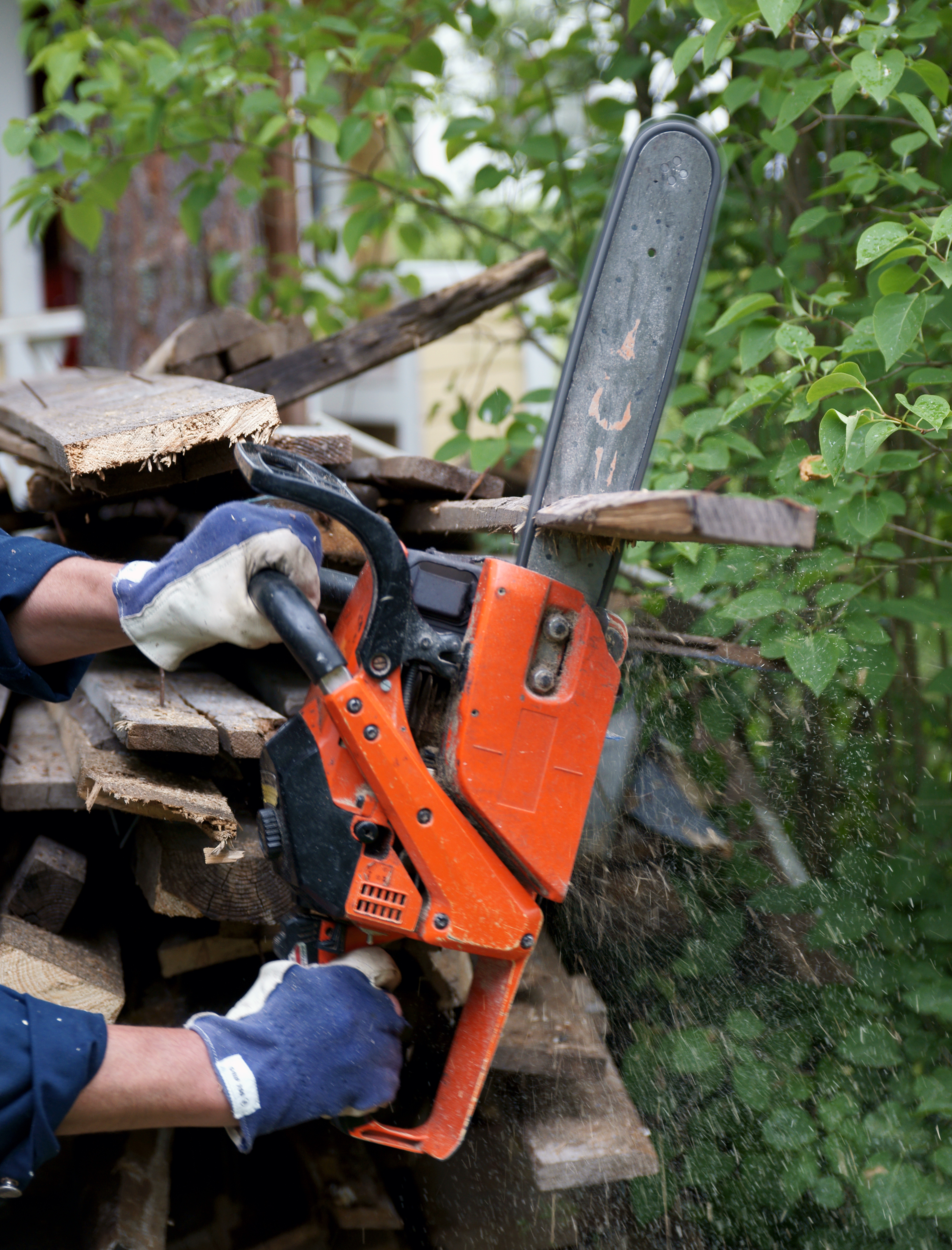
Tronçonneuse.
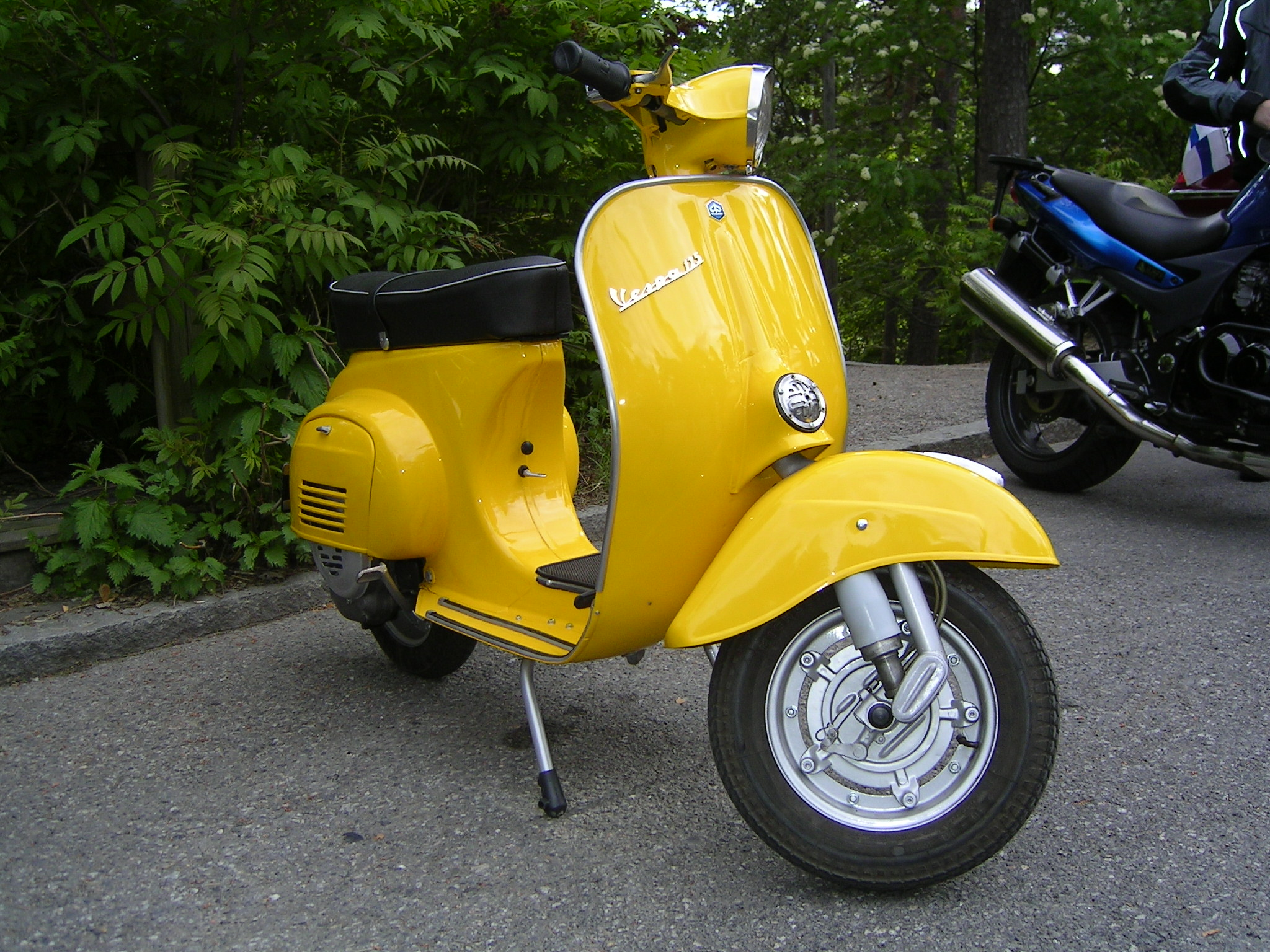
Scooter.

### Moteurs Diesel lents ou exotiques
Le cycle à deux temps reste très exploité dans les moteurs Diesel énormes à régime lent (quelques centaines de tours par minute), comme ceux propulsant des navires porte-conteneurs (exemple : Wärtsilä-Sulzer 14RT-flex96C). L'échappement s'effectue souvent par une ou des soupapes et l'admission par des lumières.
Historiquement, il a été utilisé sur des moteurs assez exotiques comme :
- des moteurs à pistons opposés Junkers Jumo 205[9] ;
- des moteurs en delta à trois vilebrequins disposés en triangle isocèle[10] (vedettes et locomotives) Napier Deltic (de), Fairbanks-Morse ;
- des poids lourds Detroit Diesel. L'alimentation en air (balayage) d'un Diesel à deux temps est assurée par un ou plusieurs compresseurs (souvent de type Roots), parfois assistés d'un ou de plusieurs turbocompresseurs.

## Opérations de base
Le moteur au cycle à deux temps est simple dans sa construction mais d'une dynamique complexe pour son fonctionnement.

## Avantages par rapport au moteur à quatre temps
- Mécanique simple (système de lubrification, de distribution).
- Coût de production réduit.
- Facilité de maintenance.
- 30 % plus léger qu'un moteur à quatre temps de même cylindrée.
- 30 % moins encombrant qu'un moteur à quatre temps de même cylindrée.
- Possibilité de plus de puissance au litre de cylindrée (de l'ordre de 430 ch/L en sortie de boîte de vitesses. Puissance représentant jusqu'à 2 fois plus que les moteurs 4 temps atmosphériques les plus poussés).
- Utilisable dans toutes les positions sans modification particulière.
- Absence à tous les régimes de refoulement des gaz frais à l'admission grâce à l'emploi de boîte à clapets.
- Choix d'une plage d'utilisation possible très étendue (moteur de trial à fort couple et souple à bas régime, ou pour les motos grand public à mi-régime de l'ordre de 3 000 à 8 000 tr/min, à haut régime pour la compétition de l'ordre de plus de 18 000 tr/min pour le karting, ou 35 000 tr/min dans les cas extrêmes du modélisme).
- Possibilité de gérer l'alimentation par injection directe permettant ainsi de dépolluer fortement ce type de moteur et d'obtenir une consommation de l'ordre de 2,85 L/100 km (voir aussi les moteurs hors-bord qui ont fait d'énormes progrès, ou ceux utilisés sur les scooters des neiges).
- Une des raisons du succès du moteur Diesel à deux temps dans les bateaux de plaisance est le plus faible droit annuel de francisation et de navigation (DAFN, précédemment taxe de francisation) : la taxe est calculée à partir de la puissance fiscale (CV) calculée à partir du nombre de cylindres, de l'alésage et de la course, avec un abattement de 30 % pour les moteurs Diesel ; et pour la même puissance mécanique, la puissance fiscale d'un moteur Diesel à deux temps est aussi plus faible ; cependant ce moteur Diesel à deux temps pollue plus que le moteur à quatre temps de même puissance.

## Inconvénients
Le moteur à deux temps traditionnel présente aussi des inconvénients.

### Inconvénients majeurs
Les problèmes majeurs sont, dans sa version « classique », avec admission et échappement par lumières (ces inconvénients ne s'appliquent pas aux moteurs à admission / échappement par soupapes - comme les Diesel) :
- avec un carburateur, la distance parcourue par le piston avant la fermeture de la lumière d'échappement, qui provoque une perte d’hydrocarbures imbrûlés. Des phénomènes de résonance induits par un pot de détente aident à résoudre cette difficulté, ou l'injection directe, qui permet de balayer le cylindre avec de l'air pur, le carburant n'étant injecté qu'à la fin de la compression. Si un simple pot d'échappement est utilisé, pendant la phase d'admission/échappement, jusqu'à 30 % du mélange peut être perdu. Les systèmes de variation de hauteur de lumière d'échappement (dite « valve d'échappement ») permettent maintenant de résoudre une partie de ce problème ainsi que d'augmenter la plage d'utilisation (couple et puissance en bas et hauts régimes) ;
- le lubrifiant présent dans son carburant pour graisser le cylindre, qui génère une émission d'huile (plus ou moins brûlée) dans l'atmosphère, le rendant ainsi polluant. Cet inconvénient explique en grande partie son abandon progressif au profit du quatre temps. Les nouvelles huiles pour deux temps (norme ISO-L-EDG) permettent une combustion à chaud pratiquement totale. Les dernières versions homologuées (KTM 250 et 300 EXC TPI par exemple) ont vu leur consommation d'huile baisser drastiquement grâce à l'injection directe ;
- du fait des résidus imbrûlés de l'huile contenue dans le carburant, les bougies peuvent subir un comblement progressif de l'espace inter-électrode (« perlage »)[11]. Cet inconvénient peut être évité par un refroidissement efficace (liquide), une qualité d'huile améliorée par rapport aux années 1970 et des bougies adaptées. Toutefois, avec l'amélioration des huiles pour deux temps, de nos jours, le perlage n'existe plus ;
- le moteur à deux temps est une source de pollution importante du fait des rejets d'huile et d’hydrocarbures imbrûlés potentiellement cancérigènes[N 7],[12]. Mais l'arrivée de l'injection directe va permettre de résoudre ce problème en limitant la pollution, la consommation d'huile et de carburant. Le rendement spécifique arrivant même dans certains cas à des valeurs de consommation plus faible que certains quatre temps. La cause principale pouvant être dans le fait qu'il n'y a pas de distribution à entraîner.

### Inconvénients mineurs
- Faible frein moteur.
- Pour les moteurs « à lumières », usure plus rapide de la segmentation, du piston et, du cylindre, les segments se déformant au passage des différentes lumières d'admission(s) et d'échappement(s) lors du mouvement dans le cylindre, contrairement aux quatre temps qui ont un cylindre lisse.